# أوكوروتو نوبورو
شركة أوكوروتو نوبورو المحدودة (باليابانية: 株式会社オクルトノボル، بالروماجي: Kabushiki-gaisha Okuruto) هو استوديو رسوم متحركة ياباني، تأسس في 1 ديسمبر عام 2017، ويقع مقره في طوكيو.

## أعمال الاستوديو

### مسلسلات أنمي تلفزيونية
| العنوان                                     | المخرج                  | تاريخ بداية العرض | تاريخ نهاية العرض | عدد الحلقات | المراجع |
| ------------------------------------------- | ----------------------- | ----------------- | ----------------- | ----------- | ------- |
| The Girl in Twilight                        | جين تامامورا يويتشي آبي | 1 أكتوبر 2018     | 17 ديسمبر 2018    | 12          | [ 2 ]   |
| الديماس الخفي الذي لا يستطيع أحد سواي دخوله | كينتا أونيشي            | 9 يناير 2021      | 27 مارس 2021      | 12          | [ 3 ]   |
| How Not to Summon a Demon Lord Ω            | ساتوشي كوابارا          | 9 أبريل 2021      | 11 يونيو 2021     | 10          | [ 4 ]   |

### أوفا أنمي
| العنوان                                       | تاريخ العرض   | عدد الحلقات | المراجع |
| --------------------------------------------- | ------------- | ----------- | ------- |
| Hyperdimension Neptunia: Nepu no Natsuyasumi ‏ | 8 يوليو 2019  | 1           | [ 5 ]   |
| Planetarian: Snow Globe ‏                      | 20 يناير 2021 | 1           | [ 6 ]   |

## وصلات خارجية
- الموقع الرسمي باللغة اليابانية